# Trypoxylon

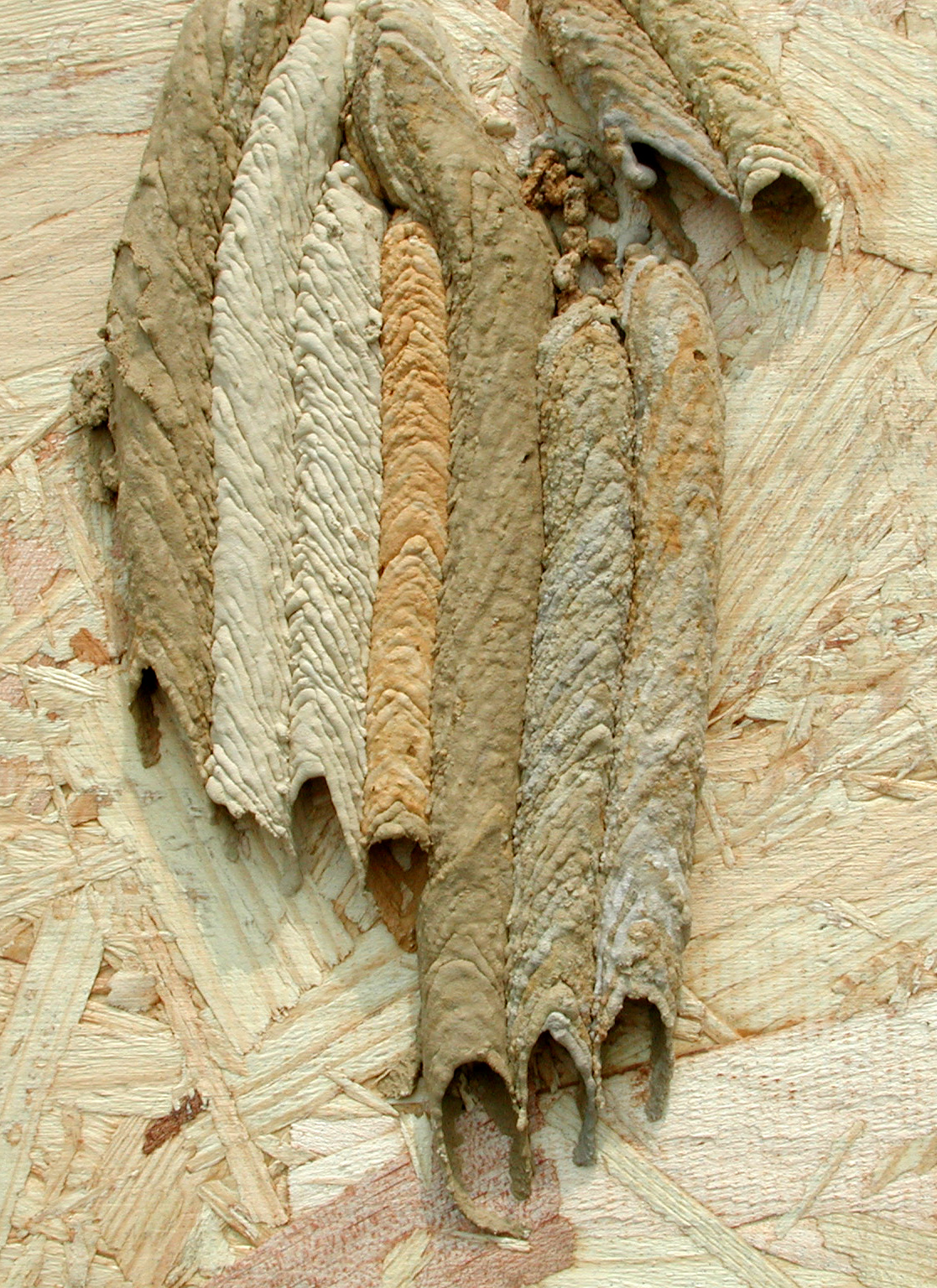
Nest von Trypoxylon politum

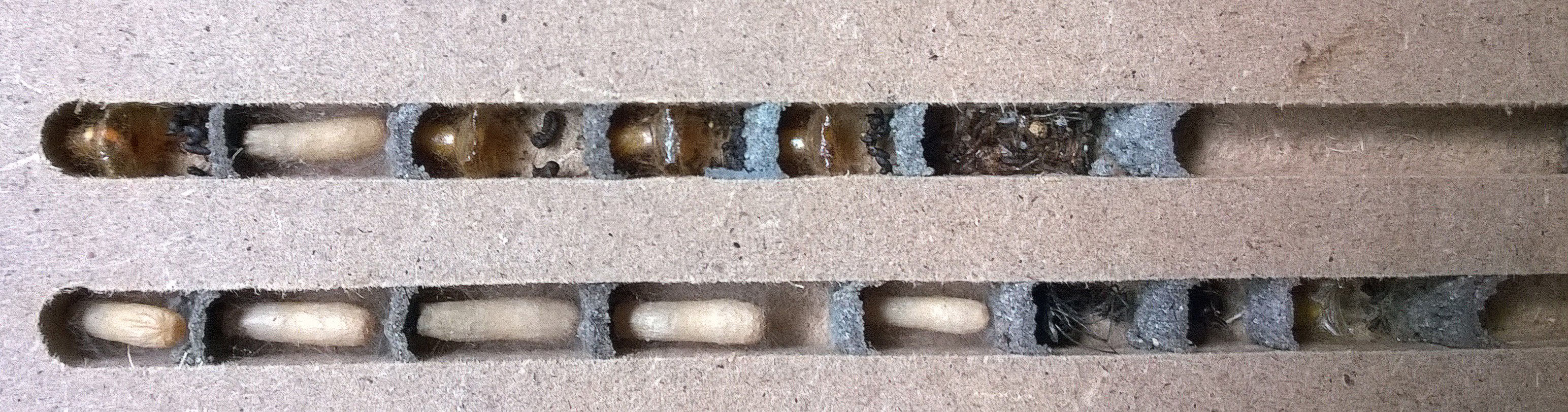
Cocons der Grabwespe in Nistbretter für Mauerbienen

Trypoxylon ist eine Gattung der Grabwespen (Spheciformes) aus der Familie Crabronidae. In Europa kommen 16 Arten vor.

## Merkmale
Die Grabwespen der Gattung Trypoxylon haben einen charakteristisch langgestreckten, schlanken, schwarzen Körper. Die Augenränder sind innen stark nierenförmig ausgerandet. Die Tiere besitzen nur eine Submarginalzelle. Die Artbestimmung ist mitunter schwierig.

## Lebensweise
In Mitteleuropa legen die Weibchen ihre Nester in hohlen oder markhaltigen Stängeln, in verlassenen Bohrgängen im Holz oder in verlassenen Hautflüglernestern in Löß- oder Lehmwänden an. Die einzelnen Zellen sind mitunter von unterschiedlicher Länge. Sie werden durch Erde oder Lehm voneinander getrennt. An die letzte Zelle grenzt immer eine Leerzelle an, die vermutlich dem Schutz vor Parasitoiden dient. Die Brut wird mit mehreren kleinen Spinnen versorgt. Es gibt nord- und mittelamerikanische Arten, die röhrenförmige Lehmnester an geschützten Stellen anlegen. Diese können bis zu 63 Zentimeter lang sein. Bei manchen Arten hilft das Männchen dem Weibchen beim Nestbau. Es bewacht das Nest, wenn das Weibchen ausfliegt, hilft beim Bau und Verschließen des Nestes, schleppt Baumaterial heran, übernimmt die vom Weibchen erjagte Beute und bringt sie in das Nest ein. Weibliche Nachkommen haben einen erhöhten Nahrungsbedarf. Durch die längere Verproviantierungsphase sind diese Nester empfindlicher gegenüber Parasitoiden, weswegen die Mithilfe des Männchens hier besonders wichtig ist. Nester in Stängeln kann man anhand ihrer Braunfärbung sowie des schwarzen Kots am Ende leicht erkennen. Es gibt eine Reihe von unspezifischen Parasitoiden, wie Goldwespen, Schlupfwespen und Fleischfliegen, die diese Grabwespen parasitieren.

## Arten (Europa)
- Trypoxylon albipes F. Smith 1856
- Trypoxylon attenuatum F. Smith 1851
- Trypoxylon beaumonti Antropov 1991
- Trypoxylon clavicerum Lepeletier & Serville 1828
- Trypoxylon deceptorium Antropov 1991
- Trypoxylon figulus (Linnaeus 1758)
- Trypoxylon fronticorne Gussakowskij 1936
- Trypoxylon kolazyi Kohl 1893
- Trypoxylon kostylevi Antropov 1985
- Trypoxylon latilobatum Antropov 1991
- Trypoxylon medium Beaumont 1945
- Trypoxylon megriense Antropov 1985
- Trypoxylon minus Beaumont 1945
- Trypoxylon rubiginosum Gussakowskij 1936
- Trypoxylon scutatum Chevrier 1867
- Trypoxylon syriacum Mercet 1906

## Belege